# Аль-Муттаки Лиллах
Абу Исха́к Ибра́хи́м ибн Джафа́р аль-Муттаки́ Лилла́х (араб. أبو إسحاق إبراهيم المتقي لله‎; 908 — 968) — халиф из династии Аббасидов, правивший с 940 по 945 год.

## Биография
Ибрахим ибн Джафар родился в 908 году. Его мать — Халлуб, была невольницей славянского происхождения. После смерти своего брата Ар-Ради Ибрахим ибн Джафар занял пост халифа. Он вёл скромный образ жизни и имел всего одну невольницу. В государственных делах он целиком зависел от командования армии и не мог на них существенно влиять.
В период его правления византийцы дошли до Нисибина. В Васите произошло восстание Абуль-Хусейна Мухаммада ибн Али аль-Мериди, который сумел разбить войска Мухаммада ар-Рази. Мухаммад ар-Рази вместе с халифом бежали к Мосулу и по пути встретили Саид Али ибн Абдуллу и его брат Насра аль-Хасана. Спустя некоторое время халиф назначил командующим войсками (эмир аль-умар) Насра аль-Хасана. В 943 г. Тузун изгнал из Багдада Хамданидов и стал очередным носителем титула «амир аль-умара» (верхновный главнокомандующий). Халифу пришлось искать помощи у Насра аль-Хасана, тот двинулся на Багдад с большой армией и вынудил Ибн Ширзада отвести свои войска. Халиф уехал со своей семьей в Тикрит, а после нескольких побед ибн Ширзада бежал в Нисибин.
Вскоре Тузун пригласил аль-Муттаки обратно в Багдад. Прибыв к синдийскому замку, халиф был встречен Тузуном, тот поцеловал землю у его ног, но в то же время тайно дал знать своим, чтобы они окружили ал-Муттаки. Тузун приказал ослепить Ибрахима ибн Джафара и бросить в темницу, где он пробыл 25 лет и скончался. Новым халифом был назначен сын Али аль-Муктафи, аль-Мустакфи.